# Yura (distrito)
O Distrito peruano de Yura é um dos vinte e nove distritos que formam a Província de Arequipa, situada no Departamento de Arequipa, pertencente a Região Arequipa, Peru.

## Transporte
O distrito de Yura é servido pela seguinte rodovia:
- PE-34A, que liga o distrito de La Joya (Região de Arequipa) à cidade de Juliaca Região de Puno)
- PE-34E, que liga o distrito à cidade de Yauri (Região de Cusco)
- AR-115, que liga o distrito de Cerro Colorado à cidade de La Joya
- AR-116, que liga o distrito de Cerro Colorado à cidade
- AR-123, que liga o distrito à cidade de La Joya[1][2][3]